# Souza (ur. 1988)
Elierce Barbosa de Souza (ur. 8 marca 1988 w Posse) – brazylijski piłkarz występujący na pozycji pomocnika, obecnie zawodnik Cerezo Osaka.

## Życiorys

### Kariera piłkarska
Od 2008 roku był zawodnikiem w klubach: SE Palmeiras B, SE Palmeiras, AA Ponte Preta, AD São Caetano, Clube Náutico Capibaribe, Cruzeiro EC, Santos FC, EC Bahia i Cerezo Osaka.
1 stycznia 2017 podpisał kontrakt z japońskim klubem Cerezo Osaka, umowa do 31 stycznia 2020; kwota odstępnego 730 tys. euro.

## Sukcesy

### Klubowe
Cruzeiro EC
- Mistrz Brazylii: 2013, 2014
- Mistrz Campeonato Mineiro: 2014

EC Bahia
- Mistrz Campeonato Baiano: 2014
- Zdobywca drugiego miejsca Copa do Nordeste: 2015

Cerezo Osaka
- Zdobywca Pucharu Japonii: 2017
- Zdobywca Pucharu Ligi Japońskiej: 2017
- Zdobywca Superpucharu Japonii: 2018
- Zdobywca drugiego miejsca Copa Suruga Bank: 2018